# Andreu Canals Perelló
Andreu Canals (Santa Maria del Camí, Mallorca, 14 de setembre de 1914 - Palma, 15 de desembre de 1975) va ser un ciclista mallorquí que va córrer entre 1936 i 1945.
En el seu palmarès destaca una victòria d'etapa al Circuit del Nord i una 2a posició final a la Volta a Catalunya de 1941.
Posteriorment fou president de la Federació de Ciclisme de les Illes Balears de 1963 a 1969. Era el pare de Pere Canals.

## Palmarès
- 1939
  - 2n a la Volta a Mallorca
- 1940
  - 2n a la Volta a Mallorca
- 1941
  - Vencedor d'una etapa del Circuit del Nord
  - 1r al Trofeu Falles de València
  - 2n a la Volta a Catalunya

### Resultats a la Volta a Espanya
- 1942. Abandona (4a etapa)